# Энао, Хуан Карлос
Хуа́н Ка́рлос Эна́о Вале́нсия (исп. Juan Carlos Henao Valencia; род. 30 декабря 1971, Медельин) — колумбийский футболист, вратарь сборной Колумбии (с 2000 по 2005 год).

## Биография
Карьера Энао в значительной мере связана с клубом «Онсе Кальдас» из Манисалеса. Он был одним из лидеров той команды, возглавляемой Луисом Фернандо Монтойей, которая сначала выиграла чемпионат Колумбии в 2003 году, а затем сенсационно завоевала Кубок Либертадорес в 2004 году. «Онсе» в финале обыграл в серии пенальти аргентинского гранда «Боку Хуниорс». Причём из четырёх ударов игроков «Боки» два отразил Энао, тем самым не позволив распечатать свои ворота в серии (колумбийцы выиграли 2:0) и став одним из героев команды.
В матче за Межконтинентальный кубок 2004 года «Онсе Кальдас» на протяжении 120 минут не пропускал голов от «Порту», проиграв лишь в серии пенальти.
После феноменального сезона, когда Энао на некоторое время стал основным вратарём сборной Колумбии, он уехал играть в бразильский «Сантос», но был вынужден покинуть эту команду из-за того, что у него не были правильно оформлены документы на трансфер, из-за чего с «Сантосом» стал судиться клуб «Онсе Кальдас». Затем Энао сменил ещё несколько клубов, в сезоне 2009/10 выступал за колумбийскую команду «Реал Картахена», после чего вернулся в «Онсе Кальдас». Являлся капитаном своего клуба, однако в 2013—2014 гг. выступал в основе крайне редко. 20 ноября 2016 года провёл за «Онсе Кальдас» последний матч и объявил о завершении карьеры футболиста.

## Достижения
- Чемпион Колумбии (2): Апертура 2003, Финалисасьон 2010
- Кубок Либертадорес (1): 2004
- Член символической сборной Южной Америки 2004
- 8-й вратарь мира 2004 по версии IFFHS
- 5-й футболист Южной Америки по версии уругвайского издания El País